# Gabinet dels Estats Units
El Gabinet dels Estats Units (United States Cabinet), sovint conegut com el l'Administració o Gabinet Presidencial (President's Cabinet) està integrat pels càrrecs més alts designats per la branca executiva del govern federal dels Estats Units. El primer gabinet fou designat pel president nord-americà George Washington, integrat per quatre persones: el secretari d'Estat Thomas Jefferson, el Secretari de la Tresoreria Alexander Hamilton, el Secretari de Guerra Henry Knox i el Fiscal General Edmund Randolph, per a aconsellar i donar assistència en les seves funcions. Els membres dels gabinet són nominats pel president i després presentats al Senat per ser confirmats o rebutjats per majoria simple. Si són aprovats, presten jurament i comencen les seves funcions. Tret del Fiscal General, tots els membres del gabinet reben el títol de "Secretaris"

## Gabinet de Donald Trump
Des del 20 de gener de 2017 Donald Trump és el President dels Estats Units d'Amèrica conformant el següent gabinet: 
(- pendent de confirmació)
| Departament                                    | Càrrec                                       | Titular       | Imatge | En el càrrec des de  |
| ---------------------------------------------- | -------------------------------------------- | ------------- | ------ | -------------------- |
| Presidència dels Estats Units                  | President dels Estats Units                  | Donald Trump  |        | 20 de gener de 2017  |
| Vicepresidència dels Estats Units              | Vicepresident dels Estats Units              | Mike Pence    |        | 20 de gener de 2017  |
| Departament d'Estat                            | Secretari d'Estat                            | Mike Pompeo   |        | 26 d'abril de 2018   |
| Departament del Tresor                         | Secretari del Tresor                         | Steve Mnuchin |        | 13 de febrer de 2017 |
| Departament de Defensa                         | Secretari de Defensa                         | James Mattis  |        | 20 de gener de 2017  |
| Departament de Justicia                        | Fiscal General                               | William Barr  |        | 14 de febrer de 2019 |
| Departament del Interior                       | Secretari del Interior                       | Ryan Zinke    |        | 1 de març de 2017    |
| Departament d'Agricultura                      | Secretari d'Agricultura                      | Sonny Perdue  |        | 25 d'abril de 2017   |
| Departament de Comerç                          | Secretari de Comerç                          | Wilbur Ross   |        | 28 de febrer de 2017 |
| Departament de Treball                         | Secretari de Treball                         | -             |        | -                    |
| Departament de Salut i Serveis Humans          | Secretari de Salut i Serveis Humans          | Tom Price     |        | 10 de febrer de 2017 |
| Departament d'Habitatge i Desenvolupament Urbà | Secretari d'Habitatge i Desenvolupament Urbà | Ben Carson    |        | 2 de març de 2017    |
| Departament de Transports                      | Secretaria de Transports                     | Eleine Chao   |        | 31 de gener de 2017  |
| Departament d'Energia                          | Secretari d'Energia                          | Rick Perry    |        | 2 de març de 2017    |
| Departament d'Educació                         | Secretari d'Educació                         | Betsy DeVos   |        | 7 de febrer de 2017  |
| Departament d'Assumptes Veterans               | Secretari d'Assumptes Veterans               | David Shulkin |        | 14 de febrer de 2017 |
| Departament de Seguretat Nacional              | Secretari de Seguretat Nacional              | John F. Kelly |        | 20 de gener de 2017  |

### Alts càrrecs de l'Administració
| Departament                                          | Càrrec                                                       | Titular        | Imatge | En el càrrec des de  |
| ---------------------------------------------------- | ------------------------------------------------------------ | -------------- | ------ | -------------------- |
| Oficina Executiva del President dels Estats Units    | Cap de Gabinet de la Casa Blanca                             | Reince Priebus |        | 20 de gener de 2017  |
| Oficina del Representant de Comerç dels Estats Units | Representant de Comerç dels Estats Units                     | -              |        | -                    |
| Oficina del Director d'Intel·ligència Nacional       | Director Nacional d'Intel·Ligència                           | -              |        | -                    |
| Delegació dels Estats Units a les Nacions Unides     | Ambaixador a les Nacions Unides                              | Nikki Haley    |        | 25 de gener de 2017  |
| Oficina d'Administració i Pressupostos               | Director de l'Oficina d'Administració i Pressupostos         | Mick Mulvaney  |        | 16 de febrer de 2017 |
| Agència Central d'Intel·ligència                     | Director de l'Agència Central d'Intel·ligència               | Mike Pompeo    |        | 23 de gener de 2017  |
| Agència de Protecció Ambiental                       | Administrador de l'Agència de Protecció Ambiental            | Scott Pruitt   |        | 17 de febrer de 2017 |
| Administració de Petits i Mitjans Negocis            | Administrador de l'Administració de Petits i Mitjans Negocis | Linda McMahon  |        | 14 de febrer de 2017 |